# José María Arango
José María Arango (1790-1833) fue un pintor español.

## Biografía

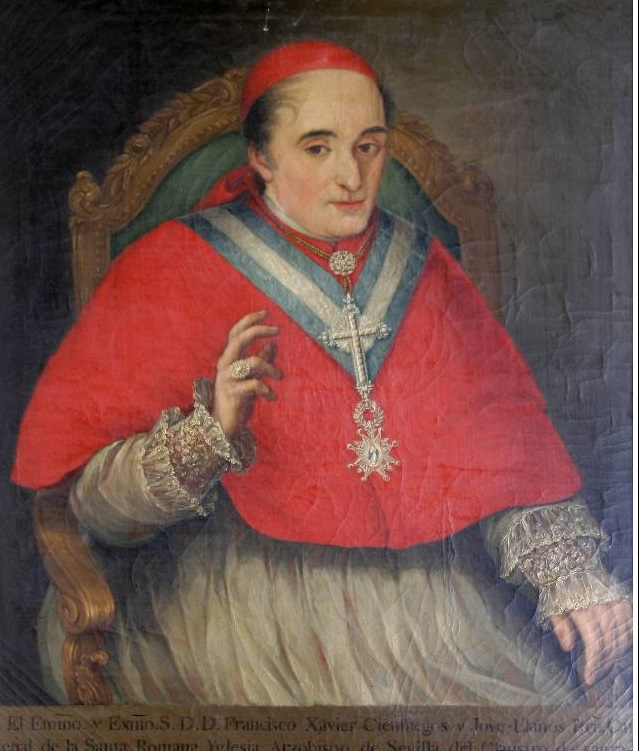
Retrato del cardenal Francisco Javier Cienfuegos Jovellanos (Universidad de Sevilla)

Nació en 1790. Pintor sevillano, en enero de 1814 fue nombrado ayudante de las clases de la Escuela de Bellas Artes de Sevilla; en octubre de 1825 teniente-director de pintura de la mencionada Escuela de Sevilla, por fallecimiento de Joaquín Cabral Bejarano, y en 1829 fue propuesto para director de la misma, cuya plaza llegó a desempeñar.  El 13 de diciembre de 1818 fue asimismo nombrado, previos ejercicios reglamentarios, académico supernumerario de mérito de la Real de Nobles Artes de San Fernando. Vinculado a la pintura neoclásica, habría fallecido el 4 de noviembre de 1833.